# Список советских асов Великой Отечественной войны, одержавших 10—12 личных побед
Список советских асов Великой Отечественной войны, одержавших по 10 — 12 личных побед составлен на основании труда М. Ю. Быкова «Все Асы Сталина 1936—1953 гг.» (М., 2014). Данные по некоторым лётчикам откорректированы только в том случае, когда приведены обоснованные данные по иному количеству их побед. 
Серым цветом выделены лётчики, погибшие в бою, пропавшие без вести, не вернувшиеся из боевых вылетов (кроме попавших в плен и вернувшихся из него после окончания войны), погибшие в авиакатастрофах и по другим причинам во время войны.
| Фамилия, Имя, Отчество                | Победы личные | Победы в группе (при их наличии) | Количество боевых вылетов / воздушных боёв | Воинская часть                                       | Самолёты, на которых воевал лётчик                | Примечания |
| ------------------------------------- | ------------- | -------------------------------- | ------------------------------------------ | ---------------------------------------------------- | ------------------------------------------------- | --- |
| Груздев, Николай Александрович        | 12            | 16                               | св.370/ок.100                              | 38 иап 21 гиап                                       | И-153, ЛаГГ-3, Як-1, P-39 Аэрокобра               | |
| Запрягаев, Иван Иванович              | 12            | 16                               | 230/-                                      | 149 иап 296 иап 73 гиап упр-е 8 ВА 274 иап           | МиГ-3, Як-1, Як-7, Як-9                           | |
| Сергов, Алексей Иванович              | 12            | 16                               | 366/72                                     | 17 иап 508 иап 21 гиап                               | Як-1, Як-7, Як-9, Як-3                            | |
| Архипов, Николай Арсентьевич          | 12            | 11                               | 362/102                                    | 32 иап 336 иад 265 иап                               | И-16, Як-1, Як-7, Як-9                            | |
| Пидтыкан, Иван Дмитриевич             | 12            | 10                               | 291/св.60                                  | 195 иап 26 иап 123 иап                               | И-16                                              | Сбит и погиб в воздушном бою 2 августа 1942 года. |
| Борисенко, Федосий Кириллович         | 12            | 9                                | -/-                                        | 297 иап                                              | Ла-5                                              | Не вернулся с боевого задания 10 августа 1943 года. |
| Евтеев, Михаил Иванович               | 12            | 9                                | 296/ок.70                                  | 44 иап 11 гиап                                       | МиГ-3, ЛаГГ-3, Ла-5                               | |
| Кучеренко, Пётр Максимович            | 12            | 9                                | -/-                                        | 240 иап 297 иап                                      | Ла-5                                              | Не вернулся с боевого задания 11 августа 1943 года. |
| Цыганов, Евгений Терентьевич          | 12            | 8                                | 550/100                                    | 104 оаэ БФ 12 иап БФ 4 гиап БФ                       | И-16, Ла-5                                        | |
| Астахов, Иван Михайлович              | 12            | 7                                | 283/63                                     | 168 иап 49 иап                                       | И-16, ЛаГГ-3, Ла-5                                | Сбит и погиб в воздушном бою 7 февраля 1944 года. |
| Бутома, Николай Григорьевич           | 12            | 7                                | 211/42                                     | 92 иап                                               | Ла-5, Ла-7                                        | |
| Грищенко, Иван Семёнович              | 12            | 7                                | 288/32                                     | 283 иап                                              | И-16, Як-7, Як-9                                  | |
| Солянников, Иван Карпович             | 12            | 7                                | -/-                                        | 812 иап 520 иап 56 гиап 563 иап 116 гиап             | Як-1                                              | В советско-финской войне сбил 1 самолёт в группе. |
| Шуин Василий Иванович                 | 12            | 7                                | 317/85                                     | 27 иап 563 иап 56 гиап 176 гиап                      | МиГ-3, Як-1, Як-3                                 | |
| Щербаков, Виктор Иванович             | 12            | 7                                | 283/63                                     | 32 иап ЧФ 11 иап ЧФ                                  | ЛаГГ-3, P-39 Аэрокобра                            | |
| Авдеев, Михаил Васильевич             | 12            | 6                                | ок.500/141                                 | 32 иап ЧФ 8 иап ЧФ                                   | Як-1, Як-9                                        | |
| Богатов, Григорий Семёнович           | 12            | 6                                | -/-                                        | 146 иап 115 иап 1 иап                                | МиГ-3, Як-7, Як-9, Як-1                           | |
| Графин, Иосиф Игнатьевич              | 12            | 6                                | 232/40                                     | 298 иап 104 иап                                      | P-39 Аэрокобра                                    | Сбит и погиб в воздушном бою 28 февраля 1945 года. |
| Чемоданов, Иван Иванович              | 12            | 6                                | 468/-                                      | 127 иап 154 иап 29 иап                               | И-153, P-40 Киттихаук, Як-7, Як-9                 | |
| Шестопалов, Николай Иванович          | 12            | 6                                | 292/48                                     | 21 иап БФ 3 гиап БФ 4 гиап БФ                        | ЛаГГ-3, Ла-5, Ла-7                                | В мае 1945 года представлялся к званию Героя Советского Союза. |
| Артюхин, Борис Николаевич             | 12            | 5                                | 266/54                                     | 927 иап 166 иап 88 гиап                              | ЛаГГ-3, Ла-5                                      | |
| Бородин, Иван Петрович                | 12            | 5                                | ок.350/-                                   | 438 иап 21 иап                                       | ЛаГГ-3, Ла-5                                      | |
| Григорьев, Герасим Афанасьевич        | 12            | 5                                | ок.380/ок.50                               | 163 иап 178 иап 28 иап                               | И-16, ЛаГГ-3                                      | |
| Обухов, Тимофей Петрович              | 12            | 5                                | ок.300/18                                  | 11 иап 12 иап 89 иап 133 иап                         | Як-1, Як-7, Як-9                                  | |
| Семенюк, Захар Владимирович           | 12            | 5                                | 453/107                                    | Полтавская ОИАГ 512 иап 220 иад 1 гиад               | ЛаГГ-3, Як-1, P-39 Аэрокобра                      | |
| Химич, Фёдор Васильевич               | 12            | 5                                | 535/48                                     | 29 иап 127 иап 282 иад                               | И-16, Як-7, Як-1                                  | |
| Букчин, Семён Зиновьевич              | 12            | 4                                | 144/44                                     | 27 иап 129 гиап                                      | P-39 Аэрокобра                                    | |
| Казановский, Михаил Афанасьевич       | 12            | 4                                | -/-                                        | 92 иап                                               | Ла-5                                              | Погиб 22 декабря 1944 года: был подбит в воздушном бою и сумел посадить повреждённый самолёт у переднего края, но выйдя из него, подорвался на мине. |
| Маношин, Константин Васильевич        | 12            | 4                                | ок.200/-                                   | 271 иап 64 гиап                                      | Як-7, Як-9, Як-3                                  | |
| Мартынов, Михаил Михайлович           | 12            | 4                                | 267/49                                     | 3 гиап                                               | Ла-5                                              | |
| Оборин, Александр Васильевич          | 12            | 4                                | 283/119                                    | 32 "А" иап 184 иап 563 иап 438 иап                   | И-16, Як-1, P-39 Аэрокобра                        | Также сбил в паре 1 аэростат. 1 самолёт противника сбил тараном. Погиб смертью героя в воздушном бою 7 августа 1944 года, совершив свой второй таран. |
| Попов, Алексей Павлович               | 12            | 4                                | 217/58                                     | 267 иап                                              | ЛаГГ-3, Як-1, Як-3                                | |
| Семёнов, Фёдор Георгиевич             | 12            | 4                                | ок.500/св.50                               | 193 иап 240 иап                                      | ЛаГГ-3, Ла-5                                      | В воздушном бою 19 октября 1944 года сбит и погиб (по другим данным, расстрелян в тылу за отказ от сотрудничества с врагом). |
| Тарасов, Николай Николаевич           | 12            | 4                                | ок.300/св.50                               | 932 сап 9 гиап                                       | И-16, Як-1, P-39 Аэрокобра, Ла-7                  | |
| Турыгин, Валерьян Михайлович          | 12            | 4                                | 332/88                                     | 653 иап 742 орап 269 иап 149 иап 813 иап 8 иак       | ЛаГГ-3, Як-9, Ла-5                                | 1 самолёт сбил тараном. В августе 1945 года был представлен к званию Героя Советского Союза (присвоено в 1991 году). |
| Шаренко, Василий Денисович            | 12            | 4                                | св.240/-                                   | 45 иап 100 гиап 9 гиад                               | Як-1, P-39 Аэрокобра                              | Сбит наземным огнём и погиб 30 июля 1944 года. |
| Шитов, Юрий Павлович                  | 12            | 4                                | 406/58                                     | 9 иап ЧФ 119 ап ЧФ 7 иап ЧФ 62 иап ЧФ 9 иап БФ       | И-153, ЛаГГ-3, Як-9                               | В июне 1945 года представлялся к званию Героя Советского Союза, в награждении отказано из-за нарушений воинской дисциплины (за время войны дважды был судим военным трибуналом).                                                                                           |
| Шишкань, Илья Минович                 | 12            | 4                                | св.400/св.60                               | 154 иап 158 иап ПВО                                  | И-16, Р-40 Киттихаук                              | В воздушном бою 21 июня 1943 года был сбит, при приземлении с парашютом получил тяжелейшие травмы, от которых скончался в тот же день. |
| Бахаев, Степан Антонович              | 12            | 3                                | 112/28                                     | 515 иап                                              | Як-1, Як-3                                        | В декабре 1950 года сбил нарушивший государственную границу СССР самолёт ВВС США. Вновь стал асом на Корейской войне, где сбил лично 11 самолётов. |
| Бедукадзе, Шакро Ясонович             | 12            | 3                                | 318/26 (к сер. августа 1943)               | 4 гиап БФ                                            | И-16, Ла-5                                        | Сбит и погиб в воздушном бою 6 декабря 1943 года. |
| Зуев, Михаил Александрович            | 12            | 3                                | ок.450/св.80                               | 436 иап 11 иап                                       | Як-1, Як-3                                        | По другим публикациям, сбил лично 14 или 17 самолётов. |
| Изох, Иван Никитович                  | 12            | 3                                | -/-                                        | 482 иап                                              | И-153, Ла-5                                       | Не вернулся из боевого вылета 3 август 1943 года. |
| Коваль, Дмитрий Иванович              | 12            | 3                                | св.130/ок.30                               | 8 иап 45 иап 16 гиап                                 | Як-1, Р-40 Киттихаук, P-39 Аэрокобра              | Сбит и погиб в воздушном бою 8 мая 1943 года. |
| Марченко, Пётр Яковлевич              | 12            | 3                                | -/-                                        | 522 иап 2 гиап                                       | Ла-5, Ла-7                                        | |
| Мерквиладзе, Гарри Александрович      | 12            | 3                                | ок.400/87                                  | 270 иап 152 гиап                                     | Як-1                                              | Также сбил 1 аэростат. |
| Мошин, Пётр Михайлович                | 12            | 3                                | -/-                                        | 897 иап 659 иап 611 иап                              | Як-7, Як-1, Як-9, Як-3                            | |
| Оскаленко, Дмитрий Ефимович           | 12            | 3                                | 320/ок.30                                  | 191 иап 26 иап ПВО                                   | И-16                                              | Сбит и погиб в воздушном бою 26 сентября 1942 года. |
| Сазонов, Владимир Александрович       | 12            | 3                                | -/-                                        | 249 иап 790 иап 979 иап                              | ЛаГГ-3, Ла-5                                      | |
| Сибикеев, Михаил Леонтьевич           | 12            | 3                                | -/-                                        | 926 иап 790 иап 805 иап                              | ЛаГГ-3, Ла-5                                      | |
| Тихомиров, Владимир Алексеевич        | 12            | 3                                | 195/-                                      | 12 иап БФ                                            | Як-7                                              | |
| Храмов, Николай Иванович              | 12            | 3                                | 327/113                                    | 287 иап ГУБП ФА ВВС                                  | Харрикейн, Ла-5 и др.                             | |
| Четвертков, Александр Иванович        | 12            | 3                                | 193/35                                     | 428 иап 233 иап 248 иап                              | МиГ-3, Як-7, Як-9, Як-3                           | |
| Бородаевский, Василий Николаевич      | 12            | 2                                | св.250/св.35                               | 157 иап 832 иап                                      | Харрикейн, Як-1, Як-7, Як-9                       | С октября 1944 года служил в 11-м истребительном авиационном полку Войска Польского, воздушных побед не имел. |
| Гречка, Василий Силович               | 12            | 2                                | -/-                                        | 159 иап                                              | Ла-5                                              | Сбит и погиб в воздушном бою 28 июня 1944 года. |
| Отлесный, Александр Ефимович          | 12            | 2                                | 175/46                                     | 832 иап 896 иап 165 иап                              | Харрикейн, Як-1, Ла-5, Ла-7                       | |
| Пускин, Фёдор Яковлевич               | 12            | 2                                | -/-                                        | 271 иап 64 гиап                                      | Як-7                                              | Не вернулся из боевого вылета 31 июля 1943 года. |
| Селезнёв, Пётр Владимирович           | 12            | 2                                | -/-                                        | 88 иап 159 гиап                                      | ЛаГГ-3, Ла-5                                      | |
| Синчук, Василий Прокофьевич           | 12            | 2                                | 305/св.50                                  | 622 сап 254 иап                                      | И-16, Ла-5                                        | Погиб в боевом вылете 1 февраля 1944 года, сбив в этот день 2 немецких самолёта. |
| Федоренко, Василий Иванович           | 12            | 2                                | ок.200/св.50                               | 979 иап                                              | ЛаГГ-3                                            | Сбит и погиб в воздушном бою 22 сентября 1943 года. |
| Хользунов, Алексей Иванович           | 12            | 2                                | ок.300/ок.100                              | 12 иап 515 иап 434 иап 32 гиап                       | Як-1, Як-7                                        | Сбит и погиб в воздушном бою 7 марта 1943 года, за мгновения до гибели сбив немецкий истребитель. |
| Чубуков, Алексей Илларионович         | 12            | 2                                | -/-                                        | 156 иап                                              | ЛаГГ-3, Ла-5                                      | Не вернулся из боевого вылета 20 февраля 1945 года. |
| Байков, Георгий Иванович              | 12            | 1                                | 244/53                                     | 296 иап 73 гиап 9 гиап                               | Як-1, P-39 Аэрокобра, Ла-7                        | |
| Володин, Иван Яковлевич               | 12            | 1                                | 252/22 (к ноябрю 1944)                     | 3 иап БФ 4 гиап БФ                                   | И-16, Ла-5                                        | В советско-финской войне сбил 4 самолёта в группе. |
| Глазов, Николай Васильевич            | 12            | 1                                | -/-                                        | 133 иап                                              | Як-7, Як-9                                        | |
| Глядяев, Николай Андреевич            | 12            | 1                                | 315/87                                     | 42 гиап                                              | Як-7, Як-1, Як-9                                  | |
| Гущин, Василий Петрович               | 12            | 1                                | -/-                                        | 293 иап                                              | Як-1, Як-9                                        | |
| Добровольский, Василий Митрофанович   | 12            | 1                                | св.250/-                                   | 191 иап 436 иап                                      | И-16, Харрикейн, Р-40 Киттихаук                   | Сбит и погиб в воздушном бою 30 декабря 1942 года. |
| Забырин, Николай Владимирович         | 12            | 1                                | 315/67                                     | 814 иап 106 гиап                                     | Як-1                                              | |
| Коваленко, Кирилл Павлович            | 12            | 1                                | -/-                                        | 21 гиап                                              | Як-1, P-39 Аэрокобра                              | Не вернулся из боевого вылета 17 июня 1944 года. |
| Куншин, Алексей Александрович         | 12            | 1                                | -/-                                        | 193 иап 177 гиап                                     | Ла-5                                              | Не вернулся из боевого вылета 31 октября 1944 года. |
| Куценко, Михаил Иосифович             | 12            | 1                                | ок.50/св.22                                | 291 иап                                              | Як-1                                              | После тяжелого ранения в воздушном бою 28 мая 1943 года на боевые задания летал эпизодически. В сентябре 1943 года представлялся к званию Героя Советского Союза. |
| Лазарев, Виктор Георгиевич            | 12            | 1                                | св.150/св.40                               | 191 иап 485 иап                                      | И-16, Харрикейн                                   | Сбит и погиб в воздушном бою 17 июля 1942 года. |
| Мельниченко, Яков Иванович            | 12            | 1                                | -/-                                        | 270 иап 84 "А" иап 192 иап                           | ЛаГГ-3, Ла-5                                      | Умер от ран в госпитале 8 сентября 1944 года. |
| Милованов, Алексей Михайлович         | 12            | 1                                | ок.200/30                                  | 181 иап 164 иап 302 иад 193 иап                      | ЛаГГ-3, Ла-5                                      | В боевом вылете 6 марта 1944 года был тяжело ранен зенитным огнём, при попытке посадить повреждённый самолёт разбился и погиб. |
| Никуленков, Алексей Васильевич        | 12            | 1                                | 140/29                                     | 515 иап                                              | Як-1, Як-9                                        | |
| Орлов, Григорий Прокофьевич           | 12            | 1                                | -/-                                        | 263 иап 19 иап 176 гиап                              | Ла-5, Ла-7                                        | Сбит и погиб в воздушном бою 12 февраля 1945 года. |
| Пчёлкин, Александр Иванович           | 12            | 1                                | 387/61                                     | 826 иап ПВО 573 иап ПВО 5 гиап                       | И-16, Ла-5                                        | |
| Савельев, Василий Антонович           | 12            | 1                                | 333/157                                    | 170 иап 91 иап 434 иап 32 гиап 3 гиад 63 гиап        | ЛаГГ-3, Як-1, Як-7, Ла-5                          | |
| Савельев, Евгений Петрович            | 12            | 1                                | св.250/ок.60                               | 6 иап 814 иап 106 гиап                               | Як-1                                              | |
| Токарев, Моисей Степанович            | 12            | 1                                | св.200/св.40                               | 131 иап 862 иап 40 гиап                              | И-16, ЛаГГ-3                                      | Сбит и погиб в воздушном бою 8 июля 1943 года. |
| Углянский, Пётр Дмитриевич            | 12            | 1                                | 400/42                                     | 153 иап 28 гиап                                      | P-39 Аэрокобра                                    | |
| Чиж, Василий Иванович                 | 12            | 1                                | 232/53                                     | 23 иап 10 иап 69 гиап                                | P-39 Аэрокобра                                    | В 1941 году выполнил около 50 боевых вылетов на лёгком бомбардировщике Р-5. В Корейской войне лично сбил 2 истребителя США. |
| Алексеенко, Константин Степанович     | 12            |                                  | 190/-                                      | 812 иап 402 иап                                      | Як-1, Як-3                                        | |
| Антонов, Иван Прокопьевич             | 12            |                                  | -/-                                        | 69 гиап                                              | P-39 Аэрокобра                                    | |
| Богачев, Александр Петрович           | 12            |                                  | 330/-                                      | 249 иап 163 гиап                                     | ЛаГГ-3, Ла-5                                      | Сбит зенитным огнём и погиб 30 июня 1944 года. |
| Бочаров, Василий Николаевич           | 12            |                                  | -/-                                        | 179 иап                                              | Харрикейн, Як-1, Як-9                             | |
| Бражнец, Сергей Михайлович            | 12            |                                  | -/-                                        | 161 иап 744 иап 42 иап 133 гиап 909 иап              | Як-1, Як-7, Як-9                                  | |
| Быстров, Иван Исаевич                 | 12            |                                  | св.330/-                                   | 31 иап                                               | МиГ-3, ЛаГГ-3, Ла-5, Ла-7                         | |
| Васильев, Константин Николаевич       | 12            |                                  | -/-                                        | 43 иап 5 гиап                                        | И-16, Ла-5                                        | |
| Волков, Анатолий Макарович            | 12            |                                  | -/-                                        | 761 иап                                              | Як-7, Як-9                                        | |
| Горбунов, Павел Иванович              | 12            |                                  | 333/39                                     | 238 иап 485 иап 72 гиап                              | ЛаГГ-3, Як-7, P-39 Аэрокобра                      | Также сбил 1 аэростат. |
| Горшков, Николай Фёдорович            | 12            |                                  | 232/82                                     | 434 иап 32 гиап                                      | Як-1, Як-7, Ла-5, Ла-7                            | |
| Горьков, Борис Сергеевич              | 12            |                                  | 250/58                                     | 31 иап                                               | Ла-5, Ла-7                                        | |
| Жердёв, Виктор Иванович               | 12            |                                  | -/-                                        | 84 "А" иап 16 гиап                                   | И-153, И-16, P-39 Аэрокобра                       | Сбит зенитным огнём 12 января 1945 года, после вынужденной посадки убит немецкой пехотой. |
| Зайцев, Василий Алексеевич            | 12            |                                  | св.70/св.10                                | 832 иап                                              | Як-1, Як-7, Як-9                                  | Сбит зенитным огнём и погиб 2 июля 1944 года. |
| Илюшин, Иван Лазаревич                | 12            |                                  | 303/17                                     | 271 иап 494 иап                                      | И-16, Як-1, P-39 Аэрокобра                        | |
| Клименко, Анатолий Фёдорович          | 12            |                                  | 247/-                                      | 49 иап                                               | Ла-5, Як-3                                        | |
| Клименко, Виталий Иванович            | 12            |                                  | 335/42                                     | 10 иап 1 гиап                                        | МиГ-3, Харрикейн, Як-7, Як-1                      | |
| Кондратьев, Фёдор Фёдорович           | 12            |                                  | 242/-                                      | 427 иап 347 иап                                      | Як-1, Як-9                                        | |
| Корсунский, Яков Иосифович            | 12            |                                  | 145/-                                      | 157 иап 163 иап                                      | Харрикейн, Як-1, Як-7, Як-9                       | Погиб в авиакатастрофе 31 августа 1944 года. |
| Кузин, Алексей Тимофеевич             | 12            |                                  | 323/-                                      | 191 иап                                              | Р-40 Киттихаук, Ла-5                              | |
| Курипка, Николай Владимирович         | 12            |                                  | св.150/25                                  | 10 иап 69 гиап 21 гиап                               | Р-40 Киттихаук, P-39 Аэрокобра                    | |
| Лабутин, Константин Алексеевич        | 12            |                                  | 232/63                                     | 927 иап 41 гиап                                      | Ла-5                                              | |
| Луцкий, Владимир Александрович        | 12            |                                  | 188/-                                      | 434 иап 32 гиап                                      | Як-1, Як-7, Як-9, Ла-5                            | |
| Макаров, Олег Павлович                | 12            |                                  | -/-                                        | 402 иап                                              | Як-1, Як-9, Як-3                                  | |
| Мартынов, Дмитрий Филиппович          | 12            |                                  | 191/25                                     | 739 иап                                              | Ла-5, Ла-7                                        | |
| Мордвиненко, Василий Андреевич        | 12            |                                  | -/-                                        | ПВО Мурманска 730 иап ПВО 32 гиап 63 гиап            | Харрикейн, Ла-5, Ла-7                             | Сбит и погиб в воздушном бою 29 октября 1944 года. |
| Морозов, Анатолий Сергеевич           | 12            |                                  | 215/28                                     | 163 иап                                              | Як-7, Як-9                                        | |
| Морозов, Владимир Ефремович           | 12            |                                  | 110/-                                      | 508 иап 213 гиап                                     | P-39 Аэрокобра                                    | |
| Ордин, Ефим Данилович                 | 12            |                                  | -/-                                        | 176 иап 148 иап                                      | Як-1, Як-9                                        | В 1941—1942 годах воевал на ночном бомбардировщике У-2, выполнил 30 ночных боевых вылетов. Сбит зенитным огнём 1 декабря 1944 года, выбросился с парашютом и пропал без вести.                                                                                             |
| Панин, Иван Фёдорович                 | 12            |                                  | 341/52                                     | 866 иап                                              | Як-1, Як-7, Як-9, Як-3                            | |
| Попов, Сергей Петрович                | 12            |                                  | ок.150/-                                   | 255 иап СФ                                           | ЛаГГ-3, Як-7, P-39 Аэрокобра                      | Сбит и погиб в воздушном бою 12 октября 1943 года. |
| Радченко, Евгений Алексеевич          | 12            |                                  | 367/-                                      | 73 гиап                                              | Як-1, Як-7, Як-9                                  | |
| Радчиков, Иван Данилович              | 12            |                                  | 532/-                                      | 402 иап                                              | Як-1, Як-3                                        | В 1941—1944 годах воевал на ночном бомбардировщике У-2, выполнил 368 ночных боевых вылетов (учтены в общем количестве). |
| Ревуцкий, Виктор Константинович       | 12            |                                  | 128/-                                      | 72 гиап                                              | Як-7, P-39 Аэрокобра                              | Погиб в боевом вылете 1 сентября 1944 года. |
| Репкин, Пётр Афанасьевич              | 12            |                                  | -/-                                        | 191 иап                                              | Р-40 Киттихаук                                    | Погиб в боевом вылете 13 мая 1944 года. |
| Саркисян, Леон Михайлович             | 12            |                                  | 175/47                                     | 483 иап 484 иап                                      | И-153, Як-1, Як-9                                 | |
| Сахаров, Сергей Васильевич            | 12            |                                  | 447/-                                      | 9 иап 100 гиап                                       | И-16, Харрикейн, P-39 Аэрокобра                   | |
| Сидоров, Андрей Антонович             | 12            |                                  | 350/61                                     | 9 иап ЧФ и БФ                                        | И-16, Як-1, ЛаГГ-3, Як-9                          | В конце 1941 года был сбит и попал в плен, в январе 1943 года бежал и вернулся в свой полк. |
| Силяво, Георгий Антонович             | 12            |                                  | 282/-                                      | 761 иап                                              | Як-7, Як-9, Як-3                                  | |
| Соколов, Василий Васильевич           | 12            |                                  | 129/34                                     | 168 иап 438 иап                                      | И-16, Харрикейн, Як-7, P-39 Аэрокобра             | Не вернулся из боевого вылета 31 мая 1944 года. |
| Соколов, Владимир Иванович            | 12            |                                  | 179/27                                     | 722 гиап                                             | P-39 Аэрокобра                                    | В Корейской войне сбил лично 1 истребитель ВВС США. |
| Сопин, Алексей Иванович               | 12            |                                  | 288/-                                      | 438 иап 212 гиап                                     | P-39 Аэрокобра                                    | |
| Тимошенко, Иван Михайлович            | 12            |                                  | св.90/-                                    | 728 иап                                              | И-16, Як-7, Як-9                                  | Сбит и погиб в воздушном бою 2 сентября 1944 года. |
| Трусов, Николай Павлович              | 12            |                                  | 155/27                                     | 611 иап                                              | Як-1, Як-3                                        | |
| Шапиро, Валентин Ефимович             | 12            |                                  | 592/48                                     | 11 иап 273 иап 31 гиап                               | Як-1, Як-9                                        | |
| Школин, Михаил Петрович               | 12            |                                  | -/-                                        | 116 иап                                              | И-16, Ла-5                                        | Сбит и погиб в воздушном бою 12 октября 1943 года. |
| Шульженко, Николай Николаевич         | 12            |                                  | 243/63                                     | 434 иап 32 гиап                                      | Як-1, Як-7, Ла-5, Ла-7 \|\|                       | |
| Щербина, Владимир Григорьевич         | 12            |                                  | 253/41                                     | 148 иап                                              | Як-9                                              | |
| Казначеев, Николай Фёдорович          | 11            | 18                               | 313/91                                     | 157 гиап                                             | И-16, ЛаГГ-3, Харрикейн, Як-7, Як-9, Як-1, Як-3   | |
| Власов, Сергей Николаевич             | 11            | 14                               | -/-                                        | 159 иап                                              | МиГ-3, Р-40 Киттихаук                             | Сбит и погиб в воздушном бою 8 ноября 1942 года. |
| Макаров, Сергей Васильевич            | 11            | 12                               | св.260/св.35                               | 122 иап 180 иап                                      | МиГ-3                                             | Сбит и погиб в воздушном бою 10 февраля 1942 года. |
| Цапов, Иван Иванович                  | 11            | 12                               | 546/св.60                                  | 5 иап БФ 71 иап БФ 3 гиап БФ                         | И-15бис, И-153, ЛаГГ-3, Ла-5                      | |
| Емельяненко, Иван Никифорович         | 11            | 10                               | 592/48                                     | 4 гиап БФ 21 иап БФ                                  | И-16, Як-7, Як-9                                  | 1 самолёт сбил тараном. |
| Дубовик, Иван Михайлович              | 11            | 9                                | 288/45                                     | 7 иап 153 иап 14 гиап                                | МиГ-3, Як-1, Як-9                                 | Также сбил 1 аэростат. Ранее, на советско-финской войне сбил в паре 1 финский самолёт. |
| Косолапов, Филипп Макарович           | 11            | 9                                | ок.300/33                                  | 2 гиап 937 иап                                       | Ла-5, Ла-7                                        | |
| Савченко, Александр Петрович          | 11            | 9                                | 493/80                                     | 191 иап 127 иап                                      | И-16, Як-7, Як-1, Як-9                            | |
| Дубенок, Геннадий Сергеевич           | 11            | 8                                | 365/98                                     | 512 иап 53 гиап                                      | ЛаГГ-3, Як-1, P-39 Аэрокобра                      | |
| Янченко, Иван Николаевич              | 11            | 8                                | -/-                                        | 12 иап 486 иап                                       | ЛаГГ-3, Ла-5                                      | Не вернулся из боевого вылета 26 августа 1943 года. |
| Кобрянов, Михаил Сергеевич            | 11            | 7                                | 325/-                                      | 92 иап 44 иап 11 гиап                                | И-153, ЛаГГ-3, Ла-5                               | Сбит в воздушном бою в апреле 1943 года и попал в плен, в июне бежал и воевал в партизанском отряде, в январе 1944 года вернулся в свой полк. |
| Покровский, Владимир Павлович         | 11            | 7                                | ок.350/ок.60                               | 72 сап 78 иап СФ 2 гиап СФ                           | И-16, Харрикейн, Р-40 Киттихаук, P-39 Аэрокобра   | |
| Радченко, Анатолий Никитович          | 11            | 7                                | 297/71                                     | 27 иап 563 иап 248 иап 265 иап 336 иад               | И-16, Як-1, Як-7, Як-9                            | |
| Басков, Владимир Сергеевич            | 11            | 6                                | 310/88                                     | 170 иап 291 иап                                      | И-16, ЛаГГ-3, Як-9                                | |
| Беляев, Ириней Фёдорович              | 11            | 6                                | св.365/св.65                               | 123 иап 27 гиап                                      | Як-1, Як-7                                        | Сбит и погиб в воздушном бою 8 июля 1943 года. |
| Калараш, Дмитрий Леонтьевич           | 11            | 6                                | ок.250/-                                   | 402 иап 6 иак 15 УАГ 236 иад                         | МиГ-3, ЛаГГ-3, Як-7                               | Сбит и погиб в воздушном бою 29 октября 1942 года. |
| Коваленко, Александр Андреевич        | 11            | 6                                | 207/38                                     | 72 сап 78 иап СФ 2 гиап СФ                           | И-16, Харрикейн, Р-40 Киттихаук, P-39 Аэрокобра   | |
| Мелашенко, Архип Акимович             | 11            | 6                                | -/-                                        | 728 иап                                              | И-16, Як-7, Як-9                                  | |
| Серебряков, Александр Иванович        | 11            | 6                                | 371/102                                    | 36 иап 57 гиап                                       | И-16, Спитфайр, P-39 Аэрокобра                    | |
| Тихонов, Виктор Павлович              | 11            | 6                                | св.150/св.50                               | 895 иап 236 иап                                      | Як-1                                              | Сбит и погиб в воздушном бою 15 августа 1943 года. |
| Федосеев, Григорий Иванович           | 11            | 6                                | св.300/-                                   | 34 иап ПВО 146 иап 115 гиап                          | МиГ-3, Як-7, Як-9, Як-3                           | |
| Юрченко, Алексей Фёдорович            | 11            | 6                                | 172/34                                     | 183 иап 427 иап 151 гиап                             | Як-7, Як-1, Як-9                                  | |
| Афанасьев, Владимир Ильич             | 11            | 5                                | св.300/св.20                               | 630 иап 253 иап 145 гиап                             | ЛаГГ-3, Ла-5, Ла-7                                | |
| Балмыкин, Пётр Васильевич             | 11            | 5                                | -/-                                        | 30 гиап                                              | P-39 Аэрокобра                                    | Сбит зенитным огнём и погиб 24 октября 1944 года. |
| Гура, Степан Петрович                 | 11            | 5                                | 319/-                                      | 659 иап 483 иап                                      | Як-1, Як-7, Як-9                                  | |
| Гусев, Иван Иванович                  | 11            | 5                                | -/-                                        | 249 иап                                              | ЛаГГ-3                                            | Сбит зенитным огнём и погиб 7 октября 1943 года. |
| Потёмкин, Александр Иванович          | 11            | 5                                | -/-                                        | 3 гиап БФ 4 гиап БФ                                  | ЛаГГ-3, Ла-5, Ла-7                                | |
| Рыжов, Евграф Михайлович              | 11            | 5                                | св.300/54                                  | 32 иап ЧФ 7 иап ЧФ 6 гиап ЧФ                         | МиГ-3, ЛаГГ-3                                     | 1 самолёт сбил тараном. После тяжелого ранения в октябре 1943 года не летал. |
| Сигов, Дмитрий Иванович               | 11            | 5                                | 123/52                                     | 131 иап                                              | И-16, ЛаГГ-3                                      | Сбит и погиб в воздушном бою 26 октября 1942 года. В 1939 году в боях на Халхин-Голе лично сбил 2 японских истребителя. |
| Дураков, Николай Константинович       | 11            | 4                                | 309/25                                     | 234 иап ПВО 585 иап 39 гиап                          | ЛаГГ-3, Як-1, Як-7, Як-9, P-39 Аэрокобра          | |
| Котов, Александр Григорьевич          | 11            | 4                                | 250/88                                     | 87 иап 42 иап 434 иап 32 гиап                        | МиГ-3, Як-1, Як-7                                 | Получил инвалидность при несчастном случае в тылу 3 апреля 1943 года и уволен из армии. |
| Легчаков, Александр Матвеевич         | 11            | 4                                | -/-                                        | 126 иап 42 иап 133 гиап                              | МиГ-3, ЛаГГ-3, Як-7, Як-9                         | |
| Осипов, Александр Васильевич          | 11            | 4                                | 279/48                                     | 42 иап 133 гиап 900 иап                              | МиГ-3, ЛаГГ-3, Як-7, Як-9                         | |
| Тучинский, Валентин Николаевич        | 11            | 4                                | ок.200/св.50                               | 254 иап 21 гиап                                      | И-16, P-39 Аэрокобра                              | |
| Черкашин, Илья Афанасьевич            | 11            | 4                                | 281/72                                     | 147 иап 821 иап 267 иап                              | Як-1, ЛаГГ-3                                      | |
| Алпатов, Александр Георгиевич         | 11            | 3                                | 173/21                                     | 4 гиап БФ                                            | Ла-5, Ла-7                                        | |
| Андрющенко, Николай Ананьевич         | 11            | 3                                | -/-                                        | 43 иап                                               | Як-1, Як-7, Як-9                                  | Сбит и погиб в воздушном бою 26 марта 1944 года. |
| Беседин, Сергей Евгеньевич            | 11            | 3                                | ок.300/-                                   | 790 иап                                              | ЛаГГ-3, Ла-5                                      | |
| Дзюба, Иван Михайлович                | 11            | 3                                | 238/25                                     | 12 иап 89 гиап 1 гиап                                | Як-1, Як-7                                        | В июле 1943 года отозван с фронта на испытательную работу. |
| Кельин, Павел Петрович                | 11            | 3                                | -/-                                        | 92 иап 426 иап 3 гиап                                | И-153, МиГ-3, ЛаГГ-3, Ла-5                        | Погиб в авиакатастрофе 30 мая 1943 года. В советско-финской войне лично сбил 1 самолёт. |
| Логвиненко, Николай Павлович          | 11            | 3                                | св.300/св.80                               | 92 иап 293 иап                                       | Як-1, Як-9                                        | |
| Морозов, Анатолий Афанасьевич         | 11            | 3                                | 329/-                                      | 4 иап 287 иад 9 гиап                                 | МиГ-3, Як-7, Харрикейн, P-39 Аэрокобра            | 1 самолёт сбил тараном. Погиб при несчастном случае в тылу 18 июля 1944 года. |
| Никитин, Алексей Иванович             | 11            | 3                                | 238/73                                     | 7 иап 19 иап 153 иап 28 гиап                         | МиГ-3, P-39 Аэрокобра                             | В советско-финской войне лично сбил 2 самолёта. |
| Ривкин, Борис Миронович               | 11            | 3                                | 230/100                                    | 237 иап 54 гиап                                      | Як-1                                              | |
| Сахаров, Василий Иванович             | 11            | 3                                | св.300/-                                   | 269 иап 927 иап 41 гиап                              | И-153, ЛаГГ-3, Ла-5                               | |
| Сидоров, Иван Дмитриевич              | 11            | 3                                | ок.400/св.130                              | 21 иап 92 иап                                        | ЛаГГ-3, Ла-5                                      | Погиб в воздушном бою 6 июля 1943 года при таране немецкого самолёта. |
| Твеленев, Михаил Степанович           | 11            | 3                                | ок.310/116                                 | 69 иап 792 иап 9 гиап                                | ЛаГГ-3, Як-1, P-39 Аэрокобра, Ла-7                | |
| Тюлькин, Михаил Николаевич            | 11            | 3                                | 275/66                                     | 876 иап 515 иап                                      | Як-1, Як-7, Як-9                                  | |
| Филатов, Григорий Иванович            | 11            | 3                                | 136/-                                      | 283 иап 146 иап 115 гиап                             | И-16, Як-7, Як-9                                  | В воздушном бою 31 июля 1943 года сбит и попал в плен, бежал в августе и в сентябре 1943 года вернулся в свой полк. |
| Цымбал, Виктор Савельевич             | 11            | 3                                | 119/32                                     | 12 иап 89 гиап 115 гиап                              | Як-7, Як-9                                        | Сбит в воздушном бою 6 февраля 1944 года, при спуске на парашюте расстрелян в воздухе немецкими истребителями. |
| Чупиков, Павел Фёдорович              | 11            | 3                                | св.500/77                                  | 170 иап 40 иап 41 гиап 8 гиад 19 иап 176 гиап        | И-16, ЛаГГ-3, Ла-5, Ла-7                          | Также сбил в паре 1 аэростат. |
| Балясников, Алексей Иванович          | 11            | 2                                | ок.620/148                                 | 255 иап 254 иап 437 иап 113 гиап 239 иап 181 гиап    | ЛаГГ-3, Ла-5                                      | Также сбил 8 аэростатов. |
| Бейзак, Василий Мартынович            | 11            | 2                                | 220/38                                     | 233 иап 133 иап                                      | Як-7, Як-9, Як-3                                  | |
| Бочарников, Николай Филиппович        | 11            | 2                                | -/-                                        | 774 иап                                              | Як-7, Як-1, Як-9                                  | Сбит в воздушном бою 22 февраля 1944 года и попал в плен, освобождён в мае 1945 года. |
| Бочаров, Евгений Иванович             | 11            | 2                                | 132/36                                     | 12 иап 89 гиап                                       | Як-7, Як-9                                        | |
| Ганенко, Иван Максимович              | 11            | 2                                | 448/64                                     | 247 иап 156 гиап 152 гиап                            | Як-1                                              | |
| Глазов, Николай Елизарович            | 11            | 2                                | 537/80                                     | 11 иап 273 иап 31 гиап                               | Як-1                                              | Погиб в воздушном бою 30 июля 1943 года при таране немецкого самолёта. |
| Глухих, Иван Михайлович               | 11            | 2                                | св.150/св.40                               | 271 иап 64 гиап 323 иад                              | ЛаГГ-3, Як-7                                      | С октября 1943 года на лётно-испытательной работе. |
| Горовец, Александр Константинович     | 11            | 2                                | 75/11                                      | 166 иап 88 гиап                                      | Ла-5                                              | Сбит и погиб в воздушном бою 6 июля 1943 года (по советским данным, сбив в этом бою 9 самолётов). |
| Гуцало, Александр Семёнович           | 11            | 2                                | 494/52                                     | 845 иап 89 гиап 115 гиап                             | Як-1, Як-7, Як-9                                  | В 1941—1943 годах воевал на ночном бомбардировщике У-2, выполнив 308 боевых вылетов (учтены в общем количестве). |
| Добров, Василий Трофимович            | 11            | 2                                | ок.400/св.60                               | 9 иап ЧФ 6 гиап ЧФ 10 гиап БФ                        | И-16, Як-1, МиГ-3, Як-9                           | |
| Елдышев, Анатолий Алексеевич          | 11            | 2                                | ок.300/ок.20                               | 16 иап ПВО 487 иап ПВО 910 иап ПВО 148 иап ОСНАЗ ПВО | МиГ-3, Як-1, Як-7                                 | Сбит в воздушном бою 17 декабря 1943 года, приземлился на занятой врагом территории и в бою с немецкими солдатами застрелился, чтобы не попасть в плен. |
| Забегайло, Иван Игнатьевич            | 11            | 2                                | 453/99                                     | 184 иап 152 иап 1 гиап 54 гиап                       | Як-1, Як-7                                        | |
| Замковский, Николай Андреевич         | 11            | 2                                | 299/-                                      | 131 иап 298 иап 146 иап 18 гиап 139 гиап             | И-16, Як-1, Як-7, Як-9                            | |
| Коптев, Лев Григорьевич               | 11            | 2                                | 190/36                                     | 30 гиап                                              | P-39 Аэрокобра                                    | |
| Михеев, Сергей Александрович          | 11            | 2                                | св.50/-                                    | 13 иап 181 гиап                                      | Ла-5                                              | Не вернулся из боевого вылета 15 августа 1943 года. |
| Мосин, Евгений Спиридонович           | 11            | 2                                | 158/48                                     | 146 иап 115 гиап                                     | Як-7, Як-9, Як-3                                  | |
| Насонов, Михаил Петрович              | 11            | 2                                | 226/28                                     | 28 гиап                                              | P-39 Аэрокобра                                    | |
| Руденко, Анатолий Владимирович        | 11            | 2                                | 281/36                                     | 23 иап 18 иап 233 иап                                | МиГ-3, Як-7, Як-9, Як-3                           | |
| Скрябин, Виктор Иванович              | 11            | 2                                | св.200/ок.35                               | 25 иап 131 иап 40 гиап 249 иап                       | МиГ-3, Ла-5, ЛаГГ-3                               | В советско-финской войне сбил 1 самолёт лично. Сбит и погиб в воздушном бою 12 апреля 1943 года. |
| Сорокин, Яков Николаевич              | 11            | 2                                | ок.200/-                                   | 2 иап 85 гиап 31 гиап                                | Як-1, Як-9                                        | |
| Богатырёв, Сергей Яковлевич           | 11            | 1                                | -/-                                        | 89 иап 164 иап 159 иап                               | И-16, ЛаГГ-3, Ла-5                                | Сбит зенитным огнём и погиб 15 июня 1944 года. |
| Васильев, Леонид Яковлевич            | 11            | 1                                | -/-                                        | 291 иап                                              | Як-1, Як-9                                        | Сбит по ошибке американскими истребителями 19 марта 1945 года. |
| Величко, Владимир Степанович          | 11            | 1                                | св.70/-                                    | 233 иап                                              | Як-9, Як-3                                        | Не вернулся из боевого вылета 8 марта 1945 года. |
| Гаранин, Владимир Иванович            | 11            | 1                                | 236/96                                     | 88 иап 254 иап 434 иап 32 гиап                       | И-16, Як-7, Як-1, Ла-5, Ла-7                      | 1 самолёт сбил тараном. |
| Говоров, Анатолий Иванович            | 11            | 1                                | -/-                                        | 937 иап                                              | Ла-5, Ла-7                                        | В воздушном бою 28 июля 1943 года был сбит и попал в плен. Бежал, воевал в партизанском отряде, в декабре 1943 года переправлен через линию фронта и вскоре вернулся в свой полк.                                                                                          |
| Гринёв, Василий Никитович             | 11            | 1                                | св.100/-                                   | 272 иап 5 гиап                                       | ЛаГГ-3, Як-3                                      | Сбит и погиб в воздушном бою 4 июня 1943 года. |
| Евтушенко, Григорий Степанович        | 11            | 1                                | 175/-                                      | 659 иап                                              | Як-9, Як-3                                        | |
| Заикин, Игорь Ильич                   | 11            | 1                                | -/-                                        | 867 иап 148 иап                                      | Як-1, Як-7, Як-9                                  | Не вернулся из боевого вылета 7 сентября 1943 года. |
| Иванов, Пётр Михеевич                 | 11            | 1                                | 299/80                                     | 17 иап 23 иап 866 иап                                | ЛаГГ-3, Як-1                                      | Сбит и погиб в воздушном бою 28 октября 1943 года. |
| Карачинский, Иван Михайлович          | 11            | 1                                | 319/101                                    | 236 иап 112 гиап                                     | Як-1, Як-3                                        | |
| Кравцов, Дмитрий Степанович           | 11            | 1                                | 430/80                                     | 38 иап 31 иап                                        | ЛаГГ-3, Ла-5                                      | |
| Кравчук, Леонид Филимонович           | 11            | 1                                | -/-                                        | 239 иап                                              | Як-1, Ла-5                                        | Умер от болезни 13 августа 1943 года. |
| Крюков, Павел Павлович                | 11            | 1                                | 608/62                                     | 55 иап 16 гиап 104 гиап 9 гиад 23 гиад               | МиГ-3, Як-1, P-39 Аэрокобра                       | По неподтвержденным данным, в боях на Халхин-Голе сбил 3 самолёта. |
| Кузёнов, Иван Петрович                | 11            | 1                                | ок.120/-                                   | 429 иап 875 иап 66 гиап                              | Як-1, Як-7                                        | |
| Липатов, Алексей Павлович             | 11            | 1                                | 418/37                                     | 753 иап 721 иап                                      | Як-1, Ла-5, Ла-7                                  | |
| Любенюк, Юрий Михайлович              | 11            | 1                                | 98/44                                      | 240 иап 813 иап                                      | Ла-5, Ла-7                                        | |
| Матвиенко, Степан Александрович       | 11            | 1                                | 63/20                                      | 297 иап 179 гиап                                     | Ла-5, Ла-7                                        | |
| Микитянский, Гедалий Давыдович        | 11            | 1                                | -/-                                        | 45 иап 100 гиап                                      | Як-1, P-39 Аэрокобра                              | Не вернулся из боевого вылета 22 августа 1943 года. |
| Михайлов, Алексей Григорьевич         | 11            | 1                                | -/-                                        | 131 иап 40 гиап                                      | ЛаГГ-3, Ла-5                                      | Не вернулся из боевого вылета 21 августа 1943 года. |
| Сапьян, Василий Степанович            | 11            | 1                                | 238/св.60                                  | 45 иап 100 гиап                                      | P-39 Аэрокобра                                    | |
| Сахаров, Павел Иванович               | 11            | 1                                | 225/св.20                                  | 57 сап 20 иап 78 иап СФ                              | И-153, Як-1, Р-40 Киттихаук, P-39 Аэрокобра       | |
| Шапошников, Григорий Иванович         | 11            | 1                                | -/-                                        | 647 сап 298 иап 104 гиап 100 гиап                    | И-16, P-39 Аэрокобра                              | |
| Шигаев, Александр Александрович       | 11            | 1                                | 305/39                                     | 233 иап                                              | МиГ-3, Як-7, Як-9, Як-3                           | |
| Шурубов, Дмитрий Артемович            | 11            | 1                                | 101/-                                      | 45 иап 100 гиап                                      | Як-1, P-39 Аэрокобра                              | В воздушном бою 16 июля 1944 года был сбит и тяжело ранен, более по состоянию здоровья не летал. |
| Анискин, Александр Дмитриевич         | 11            |                                  | св.300/св.105                              | 92 иап 434 иап 32 гиап                               | Як-7, Як-1                                        | Сбит и погиб в воздушном бою 20 февраля 1943 года. |
| Беляев, Василий Иванович              | 11            |                                  | -/-                                        | 69 гиап 9 иап                                        | P-39 Аэрокобра                                    | Сбит зенитным огнём и погиб 16 июля 1944 года. |
| Ближин, Николай Яковлевич             | 11            |                                  | 122/19                                     | 30 гиап                                              | P-39 Аэрокобра                                    | |
| Богатырёв, Виктор Сергеевич           | 11            |                                  | -/-                                        | 133 иап 163 иап                                      | Як-7, Як-9                                        | Не вернулся из боевого вылета 27 марта 1944 года. |
| Боровик, Василий Калейникович         | 11            |                                  | 223/55                                     | 238 иап 485 иап 32 гиап                              | ЛаГГ-3, Харрикейн, Як-1, Ла-5, Ла-7               | |
| Бригидин, Николай Михайлович          | 11            |                                  | -/-                                        | 21 иап                                               | Ла-5                                              | Не вернулся из боевого вылета 21 декабря 1944 года. |
| Веселов, Николай Михайлович           | 11            |                                  | 196/26                                     | 181 иап 235 иад 180 гиап                             | Ла-5                                              | |
| Ветров, Иван Иванович                 | 11            |                                  | св.100/ок.30                               | 428 иап 653 иап 65 гиап 66 гиап                      | Як-1, Як-7, Як-9, Як-3                            | |
| Губанов, Владимир Иванович            | 11            |                                  | 110/21                                     | 111 гиап                                             | Ла-5, Ла-7                                        | |
| Дегтярь, Иван Иванович                | 11            |                                  | -/-                                        | 84 "А" иап 161 иап 927 иап                           | И-153, Ла-5                                       | |
| Замула, Андрей Прохорович             | 11            |                                  | -/-                                        | 66 гиап                                              | Як-7, Як-9, Як-3                                  | |
| Захарьев, Василий Георгиевич          | 11            |                                  | -/-                                        | 304 иад 23 гиад 211 гиап                             | P-39 Аэрокобра                                    | |
| Калиниченко, Георгий Яковлевич        | 11            |                                  | -/-                                        | 728 иап                                              | Як-7                                              | Погиб в авиакатастрофе 22 декабря 1943 года. |
| Кальченко, Поликарп Андреевич         | 11            |                                  | -/-                                        | 483 иап 68 иап 84 "А" иап 116 иап                    | И-153, Ла-5, Ла-7                                 | 1 самолёт сбил тараном. |
| Каргопольцев, Григорий Яковлевич      | 11            |                                  | -/-                                        | 111 гиап                                             | Ла-5, Ла-7                                        | Не вернулся из боевого вылета 13 апреля 1945 года. |
| Килаберидзе, Александр Николаевич     | 11            |                                  | 270/-                                      | 653 иап 65 гиап                                      | Як-7, Як-9                                        | Погиб в авиакатастрофе 10 октября 1944 года. |
| Козаченко, Пётр Константинович        | 11            |                                  | 369/ок.45                                  | 249 иап 163 гиап                                     | И-153, ЛаГГ-3                                     | В ходе японо-китайской войны сбил 11 самолётов лично и в группе. В советско-финской войне сбил 1 самолёт лично и 4 в группе. Сбит наземным огнём и погиб 18 марта 1945 года.                                                                                               |
| Кольцов, Алексей Алексеевич           | 11            |                                  | 144/31                                     | 133 иап                                              | Як-9, Як-3                                        | |
| Корчаченко, Иван Данилович            | 11            |                                  | -/-                                        | 166 иап 309 иап 429 иап 32 гиап                      | И-16, Як-1, Ла-5, Ла-7                            | |
| Костырко, Николай Васильевич          | 11            |                                  | 169/-                                      | 9 гиап                                               | ЛаГГ-3, Як-1                                      | Не вернулся из боевого вылета 20 июля 1943 года. |
| Куклин, Михаил Николаевич             | 11            |                                  | 270/-                                      | 193 иап 297 иап 31 иап                               | Ла-5, Ла-7                                        | Погиб при налёте немецкой авиации 5 февраля 1945 года. |
| Куликов, Виктор Николаевич            | 11            |                                  | ок.100/-                                   | 402 иап                                              | Як-1, Як-9                                        | Не вернулся из боевого вылета 11 марта 1944 года. |
| Куников, Гавриил Гордеевич            | 11            |                                  | 145/31                                     | 156 иап                                              | ЛаГГ-3, Ла-5, Ла-7                                | Также сбил 2 аэростата в группе. |
| Машенкин, Алексей Михайлович          | 11            |                                  | 170/43                                     | 812 иап                                              | Як-1, Як-9, Як-3                                  | Сбит в воздушном бою 25 сентября 1943 года и попал в плен, в январе 1944 года бежал и воевал в партизанском отряде, в феврале 1944 года вернулся в свой полк. |
| Мистюк, Василий Федосеевич            | 11            |                                  | ок.300/ок.50                               | 69 иап 437 иап 113 гиап                              | И-16, Ла-5                                        | В воздушном бою 10 октября 1943 года был сбит, выбросился с парашютом, но скончался от ран и ожогов. |
| Пахомов, Николай Герасимович          | 11            |                                  | 181/-                                      | 728 иап 91 иап                                       | Як-7, Як-9, Як-3                                  | |
| Плеханов, Иван Ефимович               | 11            |                                  | 244/34                                     | 16 иап 17 иап 158 иап                                | МиГ-3, Р-40 Киттихаук                             | В воздушном бою 2 августа 1942 года был сбит и тяжело ранен, отстранён по состоянию здоровья от лётной работы. |
| Прокофьев, Григорий Прокофьевич       | 11            |                                  | -/-                                        | 195 иап 580 иап 653 иап 65 гиап 66 гиап              | И-16, Як-1, Як-7, Як-9                            | Погиб в авиакатастрофе 16 февраля 1944 года. |
| Рузин, Анатолий Васильевич            | 11            |                                  | 128/40                                     | 159 иап                                              | Ла-5                                              | |
| Самарков, Фёдор Елизарович            | 11            |                                  | 192/31                                     | 6 иап 255 иап СФ                                     | И-153, ЛаГГ-3, Як-1, P-39 Аэрокобра               | |
| Свеженцев, Фёдор Климентьевич         | 11            |                                  | 29/29                                      | 812 иап                                              | Як-1                                              | Сбит в воздушном бою 8 мая 1943 года, выбросился с парашютом и расстрелян немецкими истребителями в воздухе. |
| Сенюта, Григорий Сергеевич            | 11            |                                  | 200/49                                     | 45 иап 100 гиап                                      | P-39 Аэрокобра                                    | |
| Сергеев, Виктор Михайлович            | 11            |                                  | 330/-                                      | 483 иап                                              | Як-9                                              | |
| Сидельников, Михаил Иванович          | 11            |                                  | ок.200/-                                   | 21 иап                                               | Ла-5, Ла-7                                        | Погиб в авиакатастрофе 15 января 1945 года. |
| Силкин, Алексей Иванович              | 11            |                                  | 198/44                                     | 85 гиап                                              | Як-1, Як-9                                        | |
| Слепенков, Яков Захарович             | 11            |                                  | 157/20                                     | 62 сап ЧФ 21 иап БФ 9 шад БФ                         | МиГ-3, И-16, Як-1, Як-7, Як-9, Як-3               | |
| Сорокин, Захар Артёмович              | 11            |                                  | 267/-                                      | 32 иап ЧФ 72 сап СФ 2 гиап СФ                        | МиГ-3, P-39 Аэрокобра                             | |
| Тимофеев, Сергей Иванович             | 11            |                                  | -/-                                        | 180 иап 9 иап 211 гиап 23 гиад                       | И-16, МиГ-3, Харрикейн, P-39 Аэрокобра            | В боях на Халхин-Голе сбил 1 самолёт в группе. |
| Фёдоров, Иван Евграфович              | 11            |                                  | 114/16                                     | упр. 3 ВА 157 иап 256 иад 273 иад 269 иад            | Як-7, Як-1, Як-9                                  | В гражданской войне в Испании сбил лично 2 самолёта. |
| Хитров, Сергей Степанович             | 11            |                                  | -/-                                        | 65 гиап                                              | Як-7, Як-9, Як-3                                  | |
| Чистов, Николай Александрович         | 11            |                                  | -/-                                        | 84 "А" иап 16 гиап                                   | И-153, P-39 Аэрокобра                             | Сбит и погиб в воздушном бою 31 мая 1944 года. |
| Шиянов, Александр Степанович          | 11            |                                  | 157/-                                      | 191 иап                                              | Р-40 Киттихаук                                    | Сбит и погиб в воздушном бою 2 июля 1944 года. |
| Якимович, Григорий Тихонович          | 11            |                                  | -/-                                        | 157 иап                                              | Як-7, Як-9, Як-1, Як-3                            | Сбит и погиб в воздушном бою 26 октября 1944 года. |
| Николаенков, Александр Игнатьевич     | 10            | 23                               | ок.250/св.30                               | 126 иап 42 иап 760 иап                               | Харрикейн, Р-40 Киттихаук                         | Сбит и погиб в воздушном бою 7 июля 1943 года. |
| Тоткалов, Илья Афанасьевич            | 10            | 19                               | св.160/ок.50                               | 508 иап 213 гиап                                     | Як-7, P-39 Аэрокобра                              | |
| Каберов, Игорь Александрович          | 10            | 18                               | 486/92                                     | 5 иап БФ 3 гиап БФ                                   | И-16, ЛаГГ-3, Харрикейн, Ла-5                     | |
| Клепиков, Николай Фёдорович           | 10            | 15                               | св.600/ок.120                              | 40 иап 41 гиап                                       | И-16, Ла-5                                        | Не вернулся из боевого вылета 6 сентября 1943 года. |
| Пилипенко, Иван Маркович              | 10            | 13                               | ок.500/св.80                               | 40 иап                                               | И-16                                              | Сбит и погиб в воздушном бою 2 октября 1942 года. |
| Гриб, Михаил Иванович                 | 10            | 12                               | 404/75                                     | 9 иап ЧФ 7 иап ЧФ 8 иап ЧФ 6 гиап ЧФ                 | И-153, Як-1, Як-9                                 | |
| Карабанов, Михаил Николаевич          | 10            | 12                               | св.200/ок.50                               | 522 иап                                              | ЛаГГ-3, Ла-5                                      | Не вернулся из боевого вылета 11 февраля 1943 года. |
| Пиндюр, Борис Иосифович               | 10            | 12                               | 333/св.100                                 | 42 иап 744 иап 434 иап 814 иап 5 гиап 164 иап        | Як-1, Як-7, Ла-5                                  | Погиб в авиакатастрофе 26 августа 1944 года. |
| Хаустов, Иван Иванович                | 10            | 12                               | св.450/-                                   | 153 иап 194 иап 440 иап 157 иап 21 иап               | И-153, Харрикейн, Ла-5                            | Не вернулся из боевого вылета 6 марта 1945 года. |
| Горбань, Григорий Маркович            | 10            | 11                               | 371/67                                     | 283 иап 185 иап 153 иап 28 гиап                      | МиГ-3, P-39 Аэрокобра                             | |
| Блохин, Иван Иванович                 | 10            | 10                               | 486/92                                     | 10 иап 163 иап 239 иап 113 гиап 181 гиап             | Як-1, Ла-5                                        | |
| Овчаренко, Иван Иванович              | 10            | 10                               | -/-                                        | 7 иап 19 иап 157 иап 347 иап АГОН в Италии 659 иап   | МиГ-3, Харрикейн, Як-7, Як-9                      | |
| Макаров, Анатолий Александрович       | 10            | 9                                | 501/-                                      | 36 иап 57 гиап                                       | И-16, Спитфайр, P-39 Аэрокобра                    | |
| Масляков, Павел Иванович              | 10            | 9                                | -/-                                        | 46 иап 19 иап 176 гиап                               | И-16, ЛаГГ-3, Ла-5, Ла-7                          | |
| Зюзин, Дмитрий Васильевич             | 10            | 8                                | 496/56                                     | 8 иап ЧФ 32 иап ЧФ 11 гиап ЧФ                        | ЛаГГ-3, P-39 Аэрокобра                            | |
| Иванов, Анатолий Леонидович           | 10            | 8                                | 371/67                                     | 36 иап 57 гиап                                       | И-16, Спитфайр, P-39 Аэрокобра                    | Также сбил 1 аэростат. |
| Каравай, Павел Петрович               | 10            | 7                                | 171/ок.40                                  | 897 иап                                              | Як-7, Як-1, Як-9, Як-3                            | |
| Крючков, Василий Егорович             | 10            | 7                                | 572/122                                    | 821 иап 249 иап 163 гиап                             | Як-1, ЛаГГ-3, Ла-5                                | В числе воздушных побед 1 сбитый десантный планер. |
| Яхнов, Геннадий Михайлович            | 10            | 7                                | 574/69                                     | 33 иап                                               | ЛаГГ-3, Як-1, Як-7, Як-9                          | |
| Авеков, Иван Авдеевич                 | 10            | 6                                | ок.200/-                                   | 252 иап 211 иап 519 иап                              | И-153, Як-1                                       | Погиб в авиакатастрофе 17 апреля 1943 года. |
| Бурунов, Александр Иванович           | 10            | 6                                | св.310/ок.30                               | 6 гиап ЧФ 21 иап БФ                                  |                                                   | |
| Литвинчук, Борис Михайлович           | 10            | 6                                | 459/44                                     | 32 иап ЧФ 11 гиап ЧФ                                 | И-16, ЛаГГ-3, P-39 Аэрокобра                      | |
| Рубцов, Сергей Алексеевич             | 10            | 6                                | св.150/-                                   | 120 иап ПВО 12 гиап ПВО 434 иап                      | МиГ-3, Як-1                                       | Сбит и погиб в воздушном бою 29 июля 1942 года. |
| Слупский, Георгий Матвеевич           | 10            | 6                                | -/-                                        | 249 иап                                              | ЛаГГ-3                                            | Не вернулся из боевого вылета 15 сентября 1943 года. |
| Харланов, Иван Вениаминович           | 10            | 6                                | ок.200/30                                  | 3 гиап БФ                                            | Ла-5, Ла-7                                        | |
| Чиркин, Алексей Лукьянович            | 10            | 6                                | 195/67                                     | 926 иап 790 иап 329 иад                              | ЛаГГ-3, P-39 Аэрокобра                            | |
| Чуйкин, Фёдор Сергеевич               | 10            | 6                                | св.310/св.25                               | 252 иап 27 иап                                       | И-16, МиГ-3, Ла-5                                 | Погиб в воздушном бою 11 сентября 1942 года. |
| Андреев, Ефим Денисович               | 10            | 5                                | -/-                                        | 249 иап 131 иап 40 гиап                              | ЛаГГ-3, Ла-5                                      | Погиб в воздушном бою 7 октября 1943 года. |
| лишён звания Бычков, Семён Трофимович | 10            | 5                                | св.230/св.60                               | 287 иап 937 иап                                      | Харрикейн, Як-7, Ла-5                             | Сбит зенитным огнём 10 декабря 1943 года и попал в плен, в плену изменил Родине и перешёл на сторону врага. После войны арестован союзниками, передан в СССР, осуждён к высшей мере наказания и расстрелян. В 1947 году лишён звания Героя Советского Союза и всех наград. |
| Поскряков, Валерий Афанасьевич        | 10            | 5                                | 273/28                                     | 12 иап БФ                                            | Як-1                                              | |
| Сапегин, Лука Арсентьевич             | 10            | 5                                | -/-                                        | 263 иап                                              | Ла-5                                              | Не вернулся из боевого вылета 12 августа 1943 года. |
| Семёнов, Василий Михайлович           | 10            | 5                                | -/                                         | 286 иап 159 иап                                      | И-153, Р-40 Киттихаук, Ла-5                       | Не вернулся из боевого вылета 20 июня 1944 года. |
| Гришаев, Герасим Герасимович          | 10            | 4                                | 397/-                                      | 743 иап 249 иап                                      | И-153, ЛаГГ-3                                     | Погиб в боевом вылете 23 января 1944 года. |
| Комаров, Иван Евдокимович             | 10            | 4                                | -/-                                        | 127 иап 271 иап 64 гиап                              | И-153, Як-7, Як-9, Як-3                           | |
| Костиков, Михаил Михайлович           | 10            | 4                                | ок.320/-                                   | 127 иап 179 иап                                      | И-153, Харрикейн, Як-1, Як-9                      | |
| Мамонов, Иван Дмитриевич              | 10            | 4                                | -/-                                        | 180 иап 30 гиап 67 гиап                              | Харрикейн, P-39 Аэрокобра                         | Не вернулся из боевого вылета 22 апреля 1945 года. |
| Пасечник, Иосиф Семёнович             | 10            | 4                                | ок.200/св.20                               | 180 иап 30 гиап                                      | Харрикейн, P-39 Аэрокобра                         | Погиб в воздушном бою 8 июля 1943 года. |
| Питолин, Михаил Григорьевич           | 10            | 4                                | -/-                                        | 120 иап ПВО 263 иап 813 иап                          | И-153, Ла-5, Ла-7                                 | |
| Санников, Агафон Кузьмич              | 10            | 4                                | св.350/-                                   | 926 иап 790 иап                                      | ЛаГГ-3, Ла-5                                      | |
| Сероглазов, Ростислав Сергеевич       | 10            | 4                                | св.200/-                                   | 162 иап                                              | Як-7                                              | Погиб в авиакатастрофе 16 февраля 1944 года. |
| Снесарёв, Владимир Семёнович          | 10            | 4                                | ок.350/ок.40                               | 94 ОИАЭ ЧФ 32 иап ЧФ 11 гиап ЧФ 43 иап ЧФ            | ЛаГГ-3, P-39 Аэрокобра                            | |
| Телешевский, Михаил Захарович         | 10            | 4                                | 146/28                                     | 148 иап                                              | МиГ-3, Як-1                                       | Не вернулся из боевого вылета 7 мая 1943 года. |
| Астапов, Артемий Федотович            | 10            | 3                                | -/-                                        | 253 иап 630 иап 182 иап ПВО                          | ЛаГГ-3, Ла-5, Як-1, Як-7                          | |
| Емельянов, Павел Антонович            | 10            | 3                                | -/-                                        | 21 иап                                               | И-153, ЛаГГ-3                                     | Не вернулся из боевого вылета 18 октября 1942 года. |
| Жулидов, Владимир Андреевич           | 10            | 3                                | 208/29                                     | 774 иап 113 гиап                                     | Як-7, Як-1, Як-9, Ла-5                            | |
| Королёв, Виктор Григорьевич           | 10            | 3                                | -/-                                        | 27 иап 129 гиап                                      | Як-1, P-39 Аэрокобра                              | Не вернулся из боевого вылета 2 мая 1944 года. |
| Лавриков, Пётр Фролович               | 10            | 3                                | 263/-                                      | 484 иап 812 иап                                      |                                                   | |
| Лобов, Георгий Агеевич                | 10            | 3                                | 346/-                                      | 26 иап 286 иап 275 иад 322 иад 7 гиад                | МиГ-3, Ла-5, Ла-7, Як-1                           | В Корейской войне сбил лично 4 самолёта ВВС США. |
| Логачев, Михаил Семёнович             | 10            | 3                                | 234/37                                     | 512 иап 53 гиап                                      | Як-1, P-39 Аэрокобра                              | |
| Магерин, Николай Иванович             | 10            | 3                                | 258/67                                     | 46 иап 68 гиап                                       | ЛаГГ-3, Харрикейн, Р-40 Киттихаук, P-39 Аэрокобра | |
| Нечипуренко, Иван Платонович          | 10            | 3                                | 320/69                                     | 166 иап 178 иап ПВО 428 иап 233 иап 248 иап 133 иап  | И-16, ЛаГГ-3, МиГ-3, Як-7, Як-1, Як-9, Як-3       | |
| Поганышев, Владимир Иванович          | 10            | 3                                | 277/25                                     | 127 иап                                              | Як-1, Як-7, Як-9                                  | |
| Симонов, Дмитрий Васильевич           | 10            | 3                                | св.100/-                                   | 25 иап 523 иап                                       | ЛаГГ-3, Ла-5                                      | На советско-финской войне сбил 1 самолёт лично. В июле 1942 года представлялся к званию Героя Советского Союза. Сбит и погиб в воздушном бою 29 августа 1943 года. |
| Сычев, Иван Фёдорович                 | 10            | 3                                | -/-                                        | 653 иап 65 гиап 897 иап                              | Як-7, Як-9, Як-3                                  | |
| Бабенко, Гавриил Фёдорович            | 10            | 2                                | 376/49                                     | 126 иап 41 иап 30 гиап                               | МиГ-3, Як-1, P-39 Аэрокобра                       | |
| Берестнев, Павел Максимович           | 10            | 2                                | ок.200/-                                   | 45 иап 100 гиап                                      | Як-1, P-39 Аэрокобра                              | |
| Войтенко, Стефан Ефимович             | 10            | 2                                | ок.300/ок.50                               | 8 иап ЧФ 62 иап ЧФ 6 гиап ЧФ 43 иап ЧФ               | И-153, ЛаГГ-3, Як-9                               | На советско-финской войне сбил 1 самолёт лично. |
| Ганчиков, Виктор Яковлевич            | 10            | 2                                | -/-                                        | 92 иап 1 гиап                                        | И-153, Харрикейн, Як-7, Як-1, Як-3                | |
| Геращенко, Пётр Иванович              | 10            | 2                                | -/-                                        | 814 иап 106 гиап                                     | Харрикейн, Як-1                                   | |
| Горельцев, Павел Петрович             | 10            | 2                                | 192/45                                     | 295 иап 427 иап 151 гиап                             | Як-1, Як-9                                        | |
| Исаев, Александр Борисович            | 10            | 2                                | 90/-                                       | 183 иап 237 иап                                      | МиГ-3, Як-1                                       | В сентябре 1942 года тяжело ранен и после госпиталя не допущен к лётной работе. |
| Карпунин, Евгений Иванович            | 10            | 2                                | -/-                                        | 4 гиап БФ                                            | Ла-5, Ла-7                                        | |
| Комаров, Виктор Степанович            | 10            | 2                                | ок.300/-                                   | 630 иап ПВО 147 гиап ПВО 145 гиап ПВО                | И-16, ЛаГГ-3, Р-40 Киттихаук, Ла-5                | |
| Крылов, Валентин Никанорович          | 10            | 2                                | -/-                                        | 12 иап 89 гиап                                       | Як-7, Як-9                                        | Сбит и погиб в воздушном бою 7 августа 1944 года. |
| Левченко, Иван Захарович              | 10            | 2                                | -/-                                        | 2 гиап                                               | Ла-5, Ла-7                                        | |
| Марин, Николай Георгиевич             | 10            | 2                                | 147/-                                      | 2 гиап                                               | Ла-5, Ла-7                                        | |
| Саламатов, Николай Васильевич         | 10            | 2                                | -/-                                        | 659 иап                                              | Як-7, Як-1, Як-9, Як-3                            | |
| Самойлов, Семён Назарович             | 10            | 2                                | 219/-                                      | 15 иап 3 иак 278 иад                                 | Як-1, Як-9                                        | |
| Смирнов, Николай Васильевич           | 10            | 2                                | 98/20                                      | 192 иап                                              | Ла-5, Ла-7                                        | |
| Химушин, Николай Фёдорович            | 10            | 2                                | 192/49                                     | 814 иап                                              | Як-1, Як-7                                        | Сбит и погиб в воздушном бою 27 июля 1943 года. |
| Абрамов, Тимофей Гаврилович           | 10            | 1                                | 383/97                                     | 9 иап ЧФ и БФ                                        | ЛаГГ-3                                            | |
| Андрианов, Михаил Николаевич          | 10            | 1                                | -/-                                        | 66 иап                                               | P-39 Аэрокобра                                    | |
| Басенко, Георгий Илларионович         | 10            | 1                                | -/-                                        | 129 гиап 7 иак                                       | P-39 Аэрокобра                                    | |
| Бурцев, Михаил Иванович               | 10            | 1                                | 165/26                                     | 9 иап ЧФ и БФ                                        | ЛаГГ-3                                            | |
| Вахненко, Иван Степанович             | 10            | 1                                | 147/-                                      | 20 иап 16 гиап                                       | Як-9, P-39 Аэрокобра                              | |
| Вишняков, Сергей Фёдорович            | 10            | 1                                | 308/95                                     | 28 иап ПВО 434 32 гиап                               | МиГ-3, Як-1, Ла-5, Ла-7                           | Вторично стал асом на Корейской войне, где сбил лично 6 самолётов противника. |
| Высоцкий, Пантелей Иванович           | 10            | 1                                | -/-                                        | 158 иап                                              | И-16, Р-40 Киттихаук                              | Не вернулся из боевого вылета 18 апреля 1943 года. |
| Егоров, Василий Васильевич            | 10            | 1                                | 315/16                                     | 21 иап                                               | Ла-5, Ла-7                                        | Также сбил 1 аэростат. Во время Корейской войны сбил лично 3 самолёта противника. |
| Коновалов, Пётр Никифорович           | 10            | 1                                | 168/-                                      | 42 гиап 265 иад                                      | Як-1                                              | |
| Кудря, Николай Данилович              | 10            | 1                                | ок.80/ок.30                                | 45 иап                                               | P-39 Аэрокобра                                    | Сбит и погиб в воздушном бою 26 мая 1943 года. |
| Кулинич, Яков Спиридонович            | 10            | 1                                | -/-                                        | 979 иап                                              | ЛаГГ-3, Ла-5                                      | |
| Малышев, Владимир Григорьевич         | 10            | 1                                | -/-                                        | 124 иап 102 гиап 103 гиап                            | МиГ-3, P-39 Аэрокобра                             | |
| Мартынов, Анатолий Сергеевич          | 10            | 1                                | 618/19                                     | 164 иап                                              | Ла-5                                              | |
| Молчанов, Фёдор Иванович              | 10            | 1                                | 224/36                                     | 628 иап ПВО                                          | И-16, Харрикейн, Як-1, Як-9                       | |
| Морозов, Владимир Михайлович          | 10            | 1                                | 259/41                                     | 267 иап                                              | ЛаГГ-3, Як-1, Як-3                                | |
| Плякин, Владимир Андреевич            | 10            | 1                                | св.150/св.50                               | 6 иап 158 иап 103 гиап                               | И-16, Р-40 Киттихаук                              | Покончил с собой (застрелился) 30 ноября 1943 года. |
| Пучков, Леонид Николаевич             | 10            | 1                                | -/-                                        | 161 иап 21 гиап                                      | ЛаГГ-3                                            | Сбит и погиб в воздушном бою 3 декабря 1942 года. |
| Рейдель, Исаак Давыдович              | 10            | 1                                | 263/57                                     | 236 иап 112 гиап                                     | Як-1, Як-3                                        | |
| Рыхлов, Константин Михайлович         | 10            | 1                                | 197/18                                     | 3 гиап БФ                                            | Ла-5, Ла-7                                        | |
| Сидоренко, Марк Лукьянович            | 10            | 1                                | ок.100/-                                   | 429 иап 875 иап 66 гиап                              | Як-1, Як-7, Як-9, Як-3                            | Покончил жизнь самоубийством 27 марта 1945 года. |
| Смирнов, Александр Петрович           | 10            | 1                                | св.65/-                                    | 530 иап                                              | Ла-5                                              | |
| Сосегов, Иван Спиридонович            | 10            | 1                                | 79/-                                       | 15 иап                                               | Як-7, Як-1, Як-9                                  | Сбит в воздушном бою в марте 1944 года и тяжело ранен (лишился глаза), попал в плен, в апреле бежал. К работе на истребителе был не допущен, отказался от службы в тылу и летал до конца войны на У-2.                                                                     |
| Сошенко, Пётр Сергеевич               | 10            | 1                                | ок.120/ок.50                               | 791 иап 181 иап 180 гиап                             | И-16, ЛаГГ-3, Як-1, Як-9, Як-3                    | Погиб в авиакатастрофе 10 февраля 1945 года. |
| Тернюк, Алексей Эммануилович          | 10            | 1                                | 354/59                                     | 240 иап 178 гиап                                     | Ла-5                                              | |
| Усиков, Григорий Алексеевич           | 10            | 1                                | ок.200/-                                   | 4 иап                                                | Як-1, Як-9                                        | |
| Шевченко, Иван Фёдорович              | 10            | 1                                | -/-                                        | 154 иап 196 иап                                      | И-16, Р-40 Киттихаук, P-39 Аэрокобра, Як-1        | |
| Шупа, Григорий Ефремович              | 10            | 1                                | -/-                                        | 482 иап                                              | Ла-5, Ла-7                                        | |
| Якубов, Илья Фомич                    | 10            | 1                                | ок.100/ок.25                               | 653 иап                                              | Як-1                                              | С мая 1943 года на лётно-испытательной работе. |
| Андриенко, Степан Иванович            | 10            |                                  | 111/16                                     | 133 иап 233 иап                                      | Як-9, Як-3                                        | |
| Батов, Иван Ильич                     | 10            |                                  | -/-                                        | 434 иап 32 гиап                                      | Як-1, Ла-5                                        | В боевом вылете 8 января 1944 года сбит и попал в плен, освобождён в мае 1945 года. |
| Безмельцев, Иван Иванович             | 10            |                                  | 120/12                                     | 297 иап 179 гиап                                     | Ла-5, Ла-7                                        | |
| Берёзкин, Вячеслав Арефьевич          | 10            |                                  | 150/-                                      | 84 "А" иап 16 гиап                                   | Як-1, Як-9                                        | 1 самолёт сбил тараном. Также в паре сбил 1 аэростат. |
| Бисьев, Гурий Степанович              | 10            |                                  | 390/-                                      | 254 иап 42 гиап 89 гиап                              | И-16, Як-1, Як-9                                  | 1 самолёт сбил уже после израсходования боеприпасов, умелым маневрированием заставив врезаться в землю. |
| Болдырев, Максим Васильевич           | 10            |                                  | 151/16                                     | 116 иап                                              | Ла-5, Ла-7                                        | |
| Веселовский, Сергей Николаевич        | 10            |                                  | -/-                                        | 181 иап                                              | Ла-5                                              | Сбит и погиб в воздушном бою 28 февраля 1944 года. |
| Виноградов, Алексей Александрович     | 10            |                                  | 115/19                                     | 30 гиап                                              | P-39 Аэрокобра                                    | |
| Власенко, Георгий Григорьевич         | 10            |                                  | 137/30                                     | 91 иап 937 иап                                       | Як-1, Ла-5, Ла-7                                  | |
| Высоцкий, Александр Владимирович      | 10            |                                  | -/-                                        | 516 иап 153 гиап                                     | Як-1, Як-7, Як-9                                  | |
| Головатюк, Иван Константинович        | 10            |                                  | -/-                                        | 1 иак 1 гиак 63 гиап 66 гиап                         | Ла-5, Як-1, Як-7, Як-9, Як-3                      | Не вернулся из боевого вылета 10 октября 1944 года. |
| Горбань, Владимир Семёнович           | 10            |                                  | 223/30                                     | 563 иап 116 гиап                                     | Як-1, Як-3                                        | |
| Губернский, Семён Филиппович          | 10            |                                  | 229/38                                     | 116 иап 31 иап                                       | Ла-5, Ла-7                                        | |
| Дементеев, Борис Степанович           | 10            |                                  | 131/42                                     | 101 гиап                                             | P-39 Аэрокобра                                    | |
| Дехтяренко, Андрей Николаевич         | 10            |                                  | ок.50/-                                    | 580 иап 402 иап                                      | Як-1                                              | В боях на Халхин-Голе сбил 1 японский самолёт лично и 5 в группе. Не вернулся из боевого вылета 11 июля 1942 года. |
| Донцов, Константин Петрович           | 10            |                                  | 121/-                                      | 435 иап 20 гиап 66 гиап 64 гиап                      | Харрикейн, Р-40 Киттихаук, Як-9, Як-3             | |
| Дорошенко, Александр Дмитриевич       | 10            |                                  | 352/57                                     | 866 иап                                              | Як-1, Як-7, Як-9, Як-3                            | |
| Дубакин, Василий Николаевич           | 10            |                                  | 100/14                                     | 896 иап 133 гиап                                     | Як-3                                              | |
| Дураков, Алексей Иванович             | 10            |                                  | 162/60                                     | 721 иап                                              | ЛаГГ-3, Ла-5, Ла-7                                | |
| Евсеев, Николай Фадеевич              | 10            |                                  | 93/13                                      | 233 иап                                              | Як-9, Як-3                                        | |
| Заболотный, Иван Николаевич           | 10            |                                  | 110/20                                     | 16 иап ПВО                                           | МиГ-3                                             | Погиб в воздушном бою 4 января 1942 года. |
| Запаскин, Владимир Исакович           | 10            |                                  | 594/64                                     | 6 иап 18 гиап                                        | И-16, Як-7, Як-9, Як-3                            | |
| Иванов, Павел Максимович              | 10            |                                  | 100/17                                     | 160 иап 137 гиап                                     | Ла-5, Ла-7                                        | |
| Ивлев, Стефан Трофимович              | 10            |                                  | 145/-                                      | 171 иап                                              | Ла-5, Ла-7                                        | |
| Игнатьев, Алексей Филиппович          | 10            |                                  | -/-                                        | 63 гиап                                              | Ла-5, Ла-7                                        | |
| Ипполитов, Сергей Николаевич          | 10            |                                  | 128/24                                     | 85 гиап 73 гиап                                      | Як-1, Як-9                                        | В сентябре 1943 года был сбит и попал в плен, в марте 1944 года был освобожден. После проверки направлен в ночную бомбардировочную авиацию и выполнил 42 боевых вылета на У-2, затем возвращён в истребительную авиацию.                                                   |
| Калабин, Иван Павлович                | 10            |                                  | 117/18                                     | 436 иап 67 гиап                                      | Р-40 Киттихаук, P-39 Аэрокобра                    | |
| Калинин, Василий Яковлевич            | 10            |                                  | 192/40                                     | 32 гиап 63 гиап                                      | Як-1, Ла-5, Ла-7                                  | |
| Камсюк, Степан Матвеевич              | 10            |                                  | 135/43                                     | 437 иап 518 иап 368 иап                              | Ла-5, Як-1, Як-9                                  | |
| Капустик, Фёдор Александрович         | 10            |                                  | 355/31                                     | 129 иап 635 сап 895 иап 66 иап                       | МиГ-3, Як-1, Як-7, P-39 Аэрокобра                 | |
| Каракаценко, Иван Филиппович          | 10            |                                  | -/-                                        | 437 иап 113 гиап 3 гиап                              | Ла-5                                              | В мае 1944 года был сбит и попал в плен, освобождён в мае 1945 года. |
| Каханин, Владимир Васильевич          | 10            |                                  | -/-                                        | 761 иап                                              | Як-7, Як-9                                        | |
| Кириченко, Василий Александрович      | 10            |                                  | св.80/-                                    | 13 иап 111 гиап                                      | Ла-5, Ла-7                                        | В боевом вылете 7 сентября 1944 года подбит зенитным огнём, при попытке вынужденной посадки погиб. |
| Киселёв, Иван Михайлович              | 10            |                                  | 135/25                                     | 485 иап                                              | Як-1, Як-9                                        | В бою 20 августа 1944 года получил тяжелейшее ранение (снарядом оторвана нога), но продолжил бой, сбил немецкий истребитель и посадил повреждённый самолёт на своем аэродроме. Списан с лётной работы по инвалидности.                                                     |
| Климов, Павел Дмитриевич              | 10            |                                  | ок.350/св.40                               | 78 иап СФ 2 гиап СФ                                  | Харрикейн, Р-40 Киттихаук, P-39 Аэрокобра         | |
| Ковригин, Владимир Александрович      | 10            |                                  | -/-                                        | 193 иап 177 гиап                                     | Ла-5, Ла-7                                        | |
| Кондратенко, Тимофей Данилович        | 10            |                                  | -/-                                        | 866 иап                                              | Як-1, Як-7                                        | Тяжело ранен в воздушном бою и умер от ран 25 августа 1943 года. |
| Коптюх, Илья Григорьевич              | 10            |                                  | 164/22                                     | 9 иап 211 гиап                                       | P-39 Аэрокобра                                    | |
| Кузьмин, Николай Георгиевич           | 10            |                                  | 249/-                                      | 438 иап 212 гиап                                     | Харрикейн, Як-7, P-39 Аэрокобра                   | |
| Кулаков, Иван Андреевич               | 10            |                                  | 120/-                                      | 86 гиап                                              | Як-9, Як-3                                        | |
| Линник, Георгий Иванович              | 10            |                                  | св.130/35                                  | 347 иап                                              | Як-9                                              | Сбит и погиб в воздушном бою 16 апреля 1945 года. |
| Лисицын, Николай Титович              | 10            |                                  | св.80/-                                    | 977 иап 161 иап                                      | И-153, Ла-5                                       | Не вернулся из боевого вылета 23 октября 1943 года. |
| Луговенко, Иван Фёдорович             | 10            |                                  | 67/-                                       | 866 иап                                              | Як-1, Як-7                                        | Сбит и погиб в воздушном бою 8 февраля 1943 года. |
| Луговцов, Пётр Семёнович              | 10            |                                  | св.130/-                                   | 160 иап 137 гиап 32 гиап 66 гиап                     | Ла-5, Ла-7, Як-3                                  | |
| Лукошков, Виктор Владимирович         | 10            |                                  | 190/17                                     | 181 иап 180 гиап                                     | Ла-5                                              | |
| Медведев, Александр Иванович          | 10            |                                  | 192/38                                     | 438 иап 212 гиап                                     | Як-7, P-39 Аэрокобра                              | |
| Новиков, Василий Савельевич           | 10            |                                  | 119/42                                     | 133 иап                                              | И-153, Як-7, Як-9, Як-3                           | |
| Онуфриенко, Григорий Денисович        | 10            |                                  | 507/св.80                                  | 401 иапон 129 иап 5 гиап 157 иап 295 иад 31 иап      | МиГ-3, ЛаГГ-3, Ла-5, Ла-7                         | |
| Павленко, Адам Андреевич              | 10            |                                  | 119/28                                     | 15 иап 21 иап 163 иап                                | МиГ-3, ЛаГГ-3, Як-1, Як-7, Як-9                   | |
| Панов, Борис Яковлевич                | 10            |                                  | -/-                                        | 246 иап 269 иап 484 иап                              | ЛаГГ-3, Як-1, Як-9                                | Сбит зенитным огнём и погиб 12 февраля 1945 года. |
| Пациба, Иван Сергеевич                | 10            |                                  | 322/59                                     | 866 иап                                              | Як-1, Як-7, Як-9, Як-3                            | |
| Пономарёв, Семён Иванович             | 10            |                                  | 205/23                                     | 176 иап                                              | Як-1, Як-3                                        | |
| Рубцов, Иван Фёдорович                | 10            |                                  | 378/60                                     | 979 иап                                              | ЛаГГ-3, Ла-5                                      | |
| Рябкин, Герман Борисович              | 10            |                                  | ок.50/-                                    | 66 гиап                                              | Як-7, Як-9                                        | Не вернулся из боевого вылета 28 августа 1944 года. |
| Рябов, Роман Лаврентьевич             | 10            |                                  | 212/53                                     | 85 гиап                                              | Як-1, Як-9                                        | |
| Рябцев, Виктор Сергеевич              | 10            |                                  | 108/20                                     | 183 иап 150 гиап                                     | Як-9, Як-3                                        | |
| Семашев, Николай Сергеевич            | 10            |                                  | ок.120/-                                   | 10 иап 146 иап 115 гиап                              | МиГ-3, Як-7, Як-9                                 | Был подбит, сел в немецком тылу в октябре 1941 года, год воевал в партизанском отряде, с ноября 1942 года вновь в ВВС. Не вернулся из боевого вылета 9 августа 1944 года.                                                                                                  |
| Сеченок, Василий Петрович             | 10            |                                  | св.200/-                                   | 761 иап                                              | Як-7, Як-9, Як-3                                  | |
| Сечин, Григорий Митрофанович          | 10            |                                  | св.350/-                                   | 69 иап 270 иап 152 гиап                              | И-16, ЛаГГ-3, Як-1                                | Не вернулся из боевого вылета 15 июля 1944 года. |
| Сорокин, Николай Васильевич           | 10            |                                  | 75/20                                      | 518 иап                                              | Як-9                                              | |
| Стеценко, Андрей Емельянович          | 10            |                                  | 110/-                                      | 19 иап 176 гиап                                      | Ла-5, Ла-7                                        | |
| Тележко, Валентин Фёдорович           | 10            |                                  | 144/32                                     | 69 гиап                                              | P-39 Аэрокобра                                    | |
| Фёдоров, Александр Афиногенович       | 10            |                                  | 152/20                                     | 659 иап                                              | Як-9, Як-3                                        | |
| Фокин, Александр Кузьмич              | 10            |                                  | 212/-                                      | 513 иап                                              | Як-1, Як-9                                        | |
| Харчистов, Виктор Владимирович        | 10            |                                  | 368/50                                     | 516 иап 153 гиап                                     | Як-1, Як-7, Як-9                                  | В 1942 году воевал на ночном бомбардировщике У-2, выполнил 118 боевых вылетов (учтены в общем числе). |
| Шевырев, Степан Ефимович              | 10            |                                  | -/-                                        | 482 иап                                              | Ла-5                                              | Не вернулся из боевого вылета 20 февраля 1945 года. |
| Щетинин, Пётр Романович               | 10            |                                  | 157/-                                      | 297 иап 179 гиап 178 гиап                            | Ла-5                                              | |